# El oro de los tigres
El oro de los tigres es un libro de poesía del escritor argentino Jorge Luis Borges. Fue publicado por Emecé, en 1972.
El título alude a las entrevisiones del color amarillo de la ceguera que Borges padeció, cruzándolas con el tigre, animal paradigmático en su obra.
En otras interpretaciones, el tigre sería símbolo del atardecer, del transcurso del tiempo que conduce al fin. El tigre ha tenido un sitio preferencial dentro de los elementos de su obra. Repetidas veces escribe sobre él, mostrando una fascinación por el animal parecida a la William Blake, su fuente de inspiración, aunque con una diferente utilización simbólica.  
El libro tiene algunas innovaciones en relación con lo habitual en su poética: el tratar de manera más sentida el tema del amor y el empleo de los Tankas, forma poética japonesa. “Lo perdido”, el soneto “Al coyote” y “El oro de los tigres”, poema que da título al libro, quizás sean los más destacados.